# Gorjane (Vrapcsiste)
Gorjane (macedónul: Горјане, albánul Gorjani) település Észak-Macedóniában, a Pologi körzet Vrapcsistei járásában.

## Népesség
| Lakosok száma | 253  | 276  | 283  | 319  | 297  |      | 95   | 70   | 25   |
|               | 1948 | 1953 | 1961 | 1971 | 1981 | 1991 | 1994 | 2002 | 2021 |

2002-ben 70 lakosa volt, akik mindannyian albánok.